# Sphaerodromia brizops
Sphaerodromia brizops is een krabbensoort uit de familie van de Dromiidae. De wetenschappelijke naam van de soort is voor het eerst geldig gepubliceerd in 1991 door McLay & Crosnier.